# Pilea tetrapoda
Pilea tetrapoda är en nässelväxtart som beskrevs av Ellsworth Paine Killip. Pilea tetrapoda ingår i släktet pileor, och familjen nässelväxter. Inga underarter finns listade i Catalogue of Life.